# Acidithiobacillia
Classe
Ordres de rang inférieur
- Acidithiobacillales ordre type

Les Acidithiobacillia forment une classe de bactéries, du phylum des Pseudomonadota. Cette classe comprend actuellement un ordre, son ordre type, les Acidithiobacillales abritant des bactéries du genre Acidithiobacillus utiles dans les mines.

## Taxonomie
Le nom correct complet (avec auteur) de ce taxon est Acidithiobacillia Williams & Kelly 2013.

### Étymologie
La classe Acidithiobacillia a été nommé ainsi d'après le genre type qui lui a été assigné, Acidithiobacillus. Son étymologie est la suivante : N.L. masc. n. Acidithiobacillus, genre type de la classe Acidithiobacillales, ordre type de cette classe; N.L. neut. pl. n. suff. -ia, suffixe pour nommer une classe; N.L. neut. pl. n. Acidithiobacillia, la classe des Acidithiobacillus,.

### Historique
L'ordre type de cette nouvelle classe, a été classé en 2005 dans la classe des Gammaproteobacteria sur la base des analyses phylogénétiques des séquences d'ARN ribosomal 16S. De nouvelles analyses phylogénétiques multiprotéines ont été ajoutées et ont permis de créer cette nouvelle classe en 2013 parmi les Pseudomonadota. Cette caractérisation s'est accompagnée d'un déplacement de l'ordre Acidithiobacillales des Gammaproteobacteria vers cette nouvelle classe.

### Liste des ordres
Selon la LPSN (10 août 2022) :
- Acidithiobacillales Williams & Kelly 2013 (Approved Lists 2013)

## Description
Lors de sa description, la classe Acidithiobacillia comprend l'ordre Acidithiobacillales et lui-même comprend les deux familles Acidithiobacillaceae et Thermithiobacillaceae.